# Jordans regenter
Jordan – Transjordanien indtil 1949 – blev opstillet 1921. Jordans regenter har været:
- Abdullah 1. (1921-51) — emir indtil 1946, konge derefter
- Talal (1951-52)
- Hussein (1952-99)
- Abdullah 2. (1999- )

Den kongelige familie er en gren af Hashemiterne, som nedstammer fra profeten Muhammed.